# Metachroma laterale
Metachroma laterale är en skalbaggsart som beskrevs av George Robert Crotch 1873. Metachroma laterale ingår i släktet Metachroma och familjen bladbaggar. Inga underarter finns listade i Catalogue of Life.